# Liga ACB 1998-99
La temporada 1998-99 de la Liga ACB fue la 17.ª edición de la competición, y enfrentó a 18 equipos en la liga regular, y después a los 8 mejores en el playoff. El F. C. Barcelona se proclamó campeón de la edición tras imponerse en la final del playoff al Caja San Fernando. Descendieron de categoría el Recreativos Orenes Murcia tras el ascenso en la temporada anterior y el Covirán Cervezas Alhambra que llevaba tres temporadas en la élite.

## Equipos participantes
| Club                      | Ciudad      | Estadio                                  | Capacidad | 1997-98 |
| ------------------------- | ----------- | ---------------------------------------- | --------- | ------- |
| F. C. Barcelona           | Barcelona   | Palau Blaugrana                          | 5.500     | 5º      |
| Pinturas Bruguer Badalona | Badalona    | Pabellón del Joventut                    | 5.700     | 4º      |
| TDK Manresa               | Manresa     | Pavelló Nou Congost                      | 5.000     | 6º      |
| Girona Gavis              | Gerona      | Pabellón Municipal Gerona-Fontajau       | 5.500     | 12º     |
| Caja San Fernando         | Sevilla     | Palacio de los Deportes de Sevilla       | 7.626     | 13º     |
| Unicaja Málaga            | Málaga      | Polideportivo Ciudad Jardín              | 5.000     | 8º      |
| Covirán Cervezas Alhambra | Granada     | Palacio Municipal de Deportes de Granada | 9.000     | 16º     |
| Adecco Estudiantes        | Madrid      | Palacio de Deportes de Madrid            | 12.000    | 3º      |
| Baloncesto Fuenlabrada    | Fuenlabrada | Polideportivo Fernando Martín            | 5.700     | LEB     |
| Real Madrid Teka          | Madrid      | Palacio de Deportes de Madrid            | 12.000    | 2º      |
| León Caja España          | León        | Palacio de los Deportes de León          | 5.100     | 11º     |
| Fórum Valladolid C. B.    | Valladolid  | Polideportivo Pisuerga                   | 7.000     | 9º      |
| C. B. Gran Canaria        | Las Palmas  | Centro Insular de Deportes               | 5.200     | 10º     |
| Lobos Caja Cantabria      | Torrelavega | Pabellón Vicente Trueba                  | 2.688     | 14º     |
| Pamesa Valencia           | Valencia    | Pabellón Fuente de San Luis              | 8.500     | 7º      |
| Cáceres C. B.             | Cáceres     | Pabellón Universitario V Centenario      | 2.500     | 15º     |
| Recreativos Orenes Murcia | Murcia      | Palacio de Deportes de Murcia            | 7.400     | LEB     |
| TAU Cerámica              | Vitoria     | Araba Arena                              | 9.500     | 1º      |

## Liga regular

### Clasificación final
| Pos | Equipo                    | J  | G  | P  | PF   | PC   |
| --- | ------------------------- | -- | -- | -- | ---- | ---- |
| 1   | F.C. Barcelona            | 34 | 26 | 8  | 2885 | 2543 |
| 2   | Real Madrid Teka          | 34 | 26 | 8  | 2768 | 2524 |
| 3   | Caja San Fernando         | 34 | 25 | 9  | 2488 | 2366 |
| 4   | TAU Cerámica              | 34 | 24 | 10 | 2712 | 2576 |
| 5   | Adecco Estudiantes        | 34 | 21 | 13 | 2791 | 2652 |
| 6   | Pamesa Cerámica           | 34 | 18 | 16 | 2600 | 2565 |
| 7   | Baloncesto Fuenlabrada    | 34 | 18 | 16 | 2758 | 2719 |
| 8   | Girona Gavis              | 34 | 18 | 16 | 2696 | 2692 |
| 9   | Unicaja Málaga            | 34 | 18 | 16 | 2577 | 2532 |
| 10  | Pinturas Bruguer Badalona | 34 | 18 | 16 | 2666 | 2565 |
| 11  | TDK Manresa               | 34 | 16 | 18 | 2532 | 2545 |
| 12  | Cáceres C. B.             | 34 | 14 | 20 | 2566 | 2613 |
| 13  | Fórum Valladolid C. B.    | 34 | 13 | 21 | 2574 | 2625 |
| 14  | C. B. Gran Canaria        | 34 | 13 | 21 | 2506 | 2585 |
| 15  | Lobos Caja Cantabria      | 34 | 13 | 21 | 2724 | 2891 |
| 16  | León Caja España          | 34 | 13 | 21 | 2478 | 2699 |
| 17  | Covirán Cervezas Alhambra | 34 | 8  | 26 | 2436 | 2730 |
| 18  | Recreativos Orenes Murcia | 34 | 4  | 30 | 2517 | 2852 |

|  | Campeón, Euroliga                 |
|  | Clasificados para la Euroliga     |
|  | Clasificados para la Copa Saporta |
|  | Clasificados para la Copa Korać   |
|  | Descienden a Liga LEB             |

J = Partidos Jugados; G = Partidos Ganados; P = Partidos perdidos; PF = Puntos a favor; PC = Puntos en contra

## Play Off por el título
|  | Cuartos de final         | Cuartos de final |                      |                     | Semifinales | Semifinales |  |                | Final | Final |  |
|  |                          |                  |                      |                     |             |             |  |                |       |       |  |
|  |                          |                  |                      |                     |             |             |  |                |       |       |  |
|  | 1 F.C. Barcelona         | 3                |                      |                     |             |             |  |                |       |       |  |
|  | 1 F.C. Barcelona         | 3                |                      |                     |             |             |  |                |       |       |  |
|  | 8 Girona Gavis           | 0                |                      |                     |             |             |  |                |       |       |  |
|  | 8 Girona Gavis           | 0                |                      | 1 F.C. Barcelona    | 3           |             |  |                |       |       |  |
|  |                          |                  |                      | 1 F.C. Barcelona    | 3           |             |  |                |       |       |  |
|  |                          |                  | 5 Adecco Estudiantes | 0                   |             |             |  |                |       |       |  |
|  | 4 TAU Cerámica           | 1                | 5 Adecco Estudiantes | 0                   |             |             |  |                |       |       |  |
|  | 4 TAU Cerámica           | 1                |                      |                     |             |             |  |                |       |       |  |
|  | 5 Adecco Estudiantes     | 3                |                      |                     |             |             |  |                |       |       |  |
|  | 5 Adecco Estudiantes     | 3                |                      |                     |             |             |  | 1 FC Barcelona | 3     |       |  |
|  |                          |                  |                      |                     |             |             |  | 1 FC Barcelona | 3     |       |  |
|  |                          |                  | 3 Caja San Fernando  | 0                   |             |             |  |                |       |       |  |
|  | 3 Caja San Fernando      | 3                | 3 Caja San Fernando  | 0                   |             |             |  |                |       |       |  |
|  | 3 Caja San Fernando      | 3                |                      |                     |             |             |  |                |       |       |  |
|  | 6 Pamesa Cerámica        | 2                |                      |                     |             |             |  |                |       |       |  |
|  | 6 Pamesa Cerámica        | 2                |                      | 3 Caja San Fernando | 3           |             |  |                |       |       |  |
|  |                          |                  |                      | 3 Caja San Fernando | 3           |             |  |                |       |       |  |
|  |                          |                  | 2 Real Madrid Teka   | 1                   |             |             |  |                |       |       |  |
|  | 2 Real Madrid Teka       | 3                | 2 Real Madrid Teka   | 1                   |             |             |  |                |       |       |  |
|  | 2 Real Madrid Teka       | 3                |                      |                     |             |             |  |                |       |       |  |
|  | 7 Baloncesto Fuenlabrada | 0                |                      |                     |             |             |  |                |       |       |  |
|  | 7 Baloncesto Fuenlabrada | 0                |                      |                     |             |             |  |                |       |       |  |
|  |                          |                  |                      |                     |             |             |  |                |       |       |  |

| Campeón de la Liga ACB 1998-99      |
| ----------------------------------- |
| F.C. Barcelona Décimo primer título |

## Nominaciones

### MVP de la Temporada
| Posición | Jugador      | Equipo           |
| -------- | ------------ | ---------------- |
| Pívot    | Tanoka Beard | Real Madrid Teka |

### MVPde la final
| Posición  | Jugador        | Equipo          |
| --------- | -------------- | --------------- |
| Ala-pívot | Derrick Alston | F. C. Barcelona |